# 鈴木清明
鈴木 清明（すずき きよあき、1954年3月6日 - ）は、実業家でプロスポーツ経営者。現：広島東洋カープの常務取締役球団本部長。

## 来歴・人物
広島県呉市に生まれる。修道高等学校、慶應義塾大学を経て、1977年に東洋工業（現：マツダ）へ入社。経理部の上司だった松田元に勧誘されて広島東洋カープに出向、取締役球団副本部長となる。2003年3月、阿南準郎の常務取締役の地域担当取締役相談役就任に伴い、常務取締役球団本部長に就任した。
2015年の黒田博樹、新井貴浩のカープ復帰、および、2022年の秋山翔吾の入団の際に、球団側の交渉責任者を担当した。